# Овсяночка
Овсяночка (бел. Аўсяначка) — упразднённый хутор в Браславском районе Витебской области Беларуси.

## География
Урочище находится в западной части Витебской области, к югу от озера Укля, на расстоянии приблизительно 18 километров (по прямой) к юго-востоку от города Браслав, административного центра района.

## История
По состоянию на 1905 год, в фольварке Овсянка проживало 5 человек (3 мужчины и 2 женщины). В собственности Стецкевича, 42 десятины земли. В административном отношении входил в состав Перебродской волости Дисненского уезда Виленской губернии.
В 1921 году входил в состав гмины Пшебродзе Дисенского повета Виленского воеводства Второй Польской республики. Числилось 12 жителей (6 мужчин и 6 женщин), проживавших в 2 домах. В этническом составе населения того периода поляки составляли 100 %. В конфессиональном составе населения преобладали католики (67 %), также были представлены православные христиане (33 %).
Упразднён в 1987 году.